# Šternek
Šternek je zřícenina hradu, která leží u Bílčic nedaleko města Dvorce v okrese Bruntál nad údolím Moravice. Hrad byl zapsán do Ústředního seznamu kulturních památek ČR.

## Historie
Dle názvu hradu se dá dedukovat, že zakladatelem hradu byl rod Šternberků. Předpokládá se, že hrad vznikl někdy před rokem 1308. Hrad měl kontrolovat cestu a brod, ale vymezovat se i proti biskupským državám za řekou (hrad Medlice). Tyto državy ovšem záhy přešly také na Šternberky. Hrad tak ztratil svůj význam. Roku 1397 je zmiňována vesnice Sternek, hrad byl tehdy možná následkem markraběcích válek v rozvalinách. Roku 1403 připadl hrad olomouckému biskupství jako léno. Toto léno získal Petr z Kravař, ten však hrad neužíval a roku 1410 ho snad spolu s obcí postoupil městu Dvorce. Hrad snad mohl sloužit ještě začátkem 15. století a jeho zánik mohl souviset s husitskými válkami či snad česko-uherskými válkami. Ještě roku 1561 se uvádí, ale už jako pustý. Později se hrad ani ves již nepřipomínají.

## Popis hradu
Z hradu se téměř nic nedochovalo, prakticky jen místo, kde stál. Jádro hradu bylo od severozápadního k severovýchodnímu rohu chráněno 10 metrů širokým příkopemm, který je dnes již dosti plytký a byl částečně vysekán do skály. Příkop chránil ještě val. Val chránil hrad i ze severu. Místy se nachází na místě hradeb nesouvislé kamení. Hrad měl malé předhradí, rozměry asi 15 × 17 metru. Jádro hradu mělo rozměry asi 40 × 15 až 25 metrů a zřejmě na něm někde stál palác. Důvodem pro malou zachovalost hradu je to, že byl zřejmě v 70. letech 18. století rozebrán na stavbu silnice Olomouc-Opava. Zdá se, že byla odtěžena i část skály pod hradem.